# Сыпин
Сыпи́н (кит. упр. 四平, пиньинь Sìpíng) — городской округ в провинции Гирин КНР.

## История
Когда в 1898 году началось строительство Южно-Маньчжурской железной дороги, то в этих местах была создана железнодорожная станция. Так как она была пятой по счёту начиная с Чанчуня, её неформально называли Учжань (五站, «пятая станция»). В 1903 году началось функционирование ЮМЖД, и «пятая станция» получила официальное название «Сыпин».
В конце Русско-Японской войны здесь проходила линия фронта.
Во времена Китайской республики эти земли входили в состав провинции Фэнтянь, в 1929 году переименованной в Ляонин. После образования марионеточного государства Маньчжоу-го там в 1941 году была образована провинция Сыпин. После Второй мировой войны правительство Китайской республики разделило основную территорию современного китайского Северо-Востока на 9 провинций, и эти земли вошли в состав провинции Ляобэй.
Из-за того, что Сыпин был важным железнодорожным узлом, он стал стратегически важным пунктом во время второго этапа гражданской войны. В ходе боев 15-17 марта 1946 года город был взят под контроль коммунистами, которые потом удерживали его больше месяца (Мао Цзэдун в своей радиограмме сравнил мужество защитников Сыпина с мужеством защитников Мадрида в 1930-х годах). В ходе контрнаступления в июне 1947 года коммунисты в ходе яростных боёв заняли половину города, но потом были отброшены гоминьдановскими войсками. Осенью 1947 года войска коммунистов вновь подошли к Сыпину, и 12-13 марта 1948 года город был взят штурмом.
В 1949 году коммунисты ликвидировали провинцию Ляобэй, и эти земли вошли в состав новой провинции Ляоси. В 1954 году провинция Ляоси была ликвидирована, и эти земли вошли в состав провинции Гирин. 
В июле 1956 года в провинции Гирин был образован Специальный район Хуайдэ (怀德专区), состоящий из 10 уездов, в состав которого вошли и эти земли; в октябре того же года Специальный район Хуайдэ был переименован в Специальный район Гунчжулин (公主岭专区). В 1958 году Специальный район Хуайдэ был ликвидирован, а эти земли вошли в состав Специального района Сыпин (四平专区), состоящего из 3 городов (Сыпин, Ляоюань и Гунчжулин) и 6 уездов. В 1960 году Гунчжулин был понижен в статусе до посёлка и включён в состав уезда Хуайдэ. В 1971 году Специальный район Сыпин был переименован в Округ Сыпин (四平地区).
В 1983 году Округ Сыпин был ликвидирован, а из входивших в его состав административных единиц были образованы городские округа Сыпин и Ляоюань; город Сыпин также был ликвидирован, а на его землях было образовано два района городского подчинения городского округа Сыпин. В 1985 году был расформирован уезд Хуайдэ, а вместо него образован городской уезд Гунчжулин. В 1988 году уезд Итун был преобразован в Итун-Маньчжурский автономный уезд. В 1996 году уезд Шуанляо был преобразован в городской уезд.
Постановлением Госсовета КНР от 19 июня 2020 года городской уезд Гунчжулин был передан из состава городского округа Сыпин под юрисдикцию властей Чанчуня.

## Административно-территориальное деление
Городской округ Сыпин делится на 2 района, 1 городской уезд, 1 уезд, 1 автономный уезд
| Карта                                                       | Карта                             | Карта          | Карта                  | Карта                   | Карта         | Карта                      |
| ----------------------------------------------------------- | --------------------------------- | -------------- | ---------------------- | ----------------------- | ------------- | -------------------------- |
| Теси Тедун Лишу Итун-Маньчжурский · автономный уезд Шуанляо |                                   |                |                        |                         |               |                            |
| Статус                                                      | Название                          | Иероглифы      | Пиньинь                | Население (2003, прим.) | Площадь (км²) | Плотность населения (/км²) |
| Район                                                       | Теси                              | 铁西区         | Tiěxī qū               | 278 837                 | 162           | 1650                       |
| Район                                                       | Тедун                             | 铁东区         | Tiědōng qū             | 335 000                 | 945           | 587                        |
| Городской уезд                                              | Шуанляо                           | 双辽市         | Shuāngliáo shì         | 420 865                 | 3,121         | 139                        |
| Уезд                                                        | Лишу                              | 梨树县         | Líshù xiàn             | 782 900                 | 3545          | 208                        |
| Итун-Маньчжурский автономный уезд                           | Итун-Маньчжурский автономный уезд | 伊通满族自治县 | Yītōng mǎnzú zìzhìxiàn | 475 409                 | 2523          | 191                        |

## Города-побратимы
Сыпин является городом-побратимом следующих городов
• Первомайск, Нижегородская область, Россия
- Махачкала, Россия[2]